# Centro histórico de Florencia
El centro histórico de Florencia representa el barrio 1 de la ciudad, reconocido como Patrimonio de la Humanidad por la Unesco en 1982. El centro histórico de Florencia, en Italia, incluido en el interior del cerco de los viales trazados sobre las viejas murallas medievales, abarca los más importantes bienes culturales de Florencia. Delimitado por el trazado de las murallas del siglo XIV, edificadas gracias a la potencia comercial y económica reunida, conoció en los dos siglos sucesivos su máximo esplendor.

## Monumentos de interés

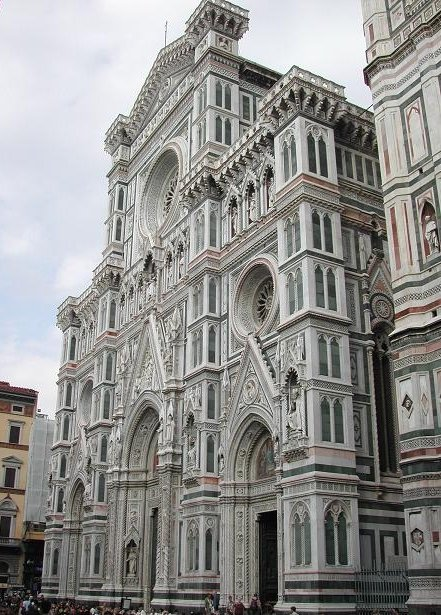
Santa Maria del Fiore.

El centro espiritual de la ciudad es la plaza del Duomo con la catedral de Santa María del Fiore, de la que destaca la cúpula elaborada por Brunelleschi, la más grande de su época. A un lado está el campanario de Giotto, cubierto de mármol en tres colores: verde, blanco y rosa. Limita con el baptisterio de San Juan, del que destacan las famosas puertas de bronce llamadas «puertas del Paraíso» que hizo Lorenzo Ghiberti; las puertas del sur son obra de Andrea Pisano.
Cerca del Duomo se encuentra el Museo dell'Opera del Duomo, en el que pueden encontrarse objetos escultóricos procedentes de las obras exteriores del Duomo, el campanil y el baptisterio. Igualmente, puede alcanzarse con facilidad Orsanmichele, inicialmente un mercado de grano que luego fue iglesia, y en la que merece la pena la decoración escultórica de artistas como Ghiberti, Donatello y Verrocchio.
De aquí hacia el norte están el Palacio Medici Riccardi de Michelozzo y la Basílica de San Lorenzo de Filippo Brunelleschi. Las capillas de los Médici (Cappelle Medicee), están formadas por la llamada Cappella dei Principi, octogonal mausoleo familiar con tumbas de los grandes duques; la cripta y la Sacristía Nueva (Sagrestia Nuova) obra de Miguel Ángel. Miguel Ángel diseñó igualmente la Biblioteca Laurenciana. En el corazón de esta parroquia de San Lorenzo se encuentra el Mercato Centrale, que ocupa un edificio decimonónimo de hierro fundido y cristal. 
Más allá se encuentra el Museo Nacional de San Marcos, con las obras maestras de Fray Angélico, como una Anunciación de alrededor de 1445. El convento de San Marcos lo fundaron en el siglo XIII pero fue reconstruido por Michelozzo. En 1563 se fundó la academia de Bellas Artes, la primera de Europa que enseñó técnicas de pintura y escultura. Su Galería (Galleria dell'Accademia) expone como obra más famosa el David de Miguel Ángel (1501-1504). En la plaza de la Santísima Anunciada se encuentra el Loggiato de los inocentes, antiguo orfanato de la ciudad obra de Brunelleschi y con decoración de camafeos de Andrea della Robbia (1498) en el pórtico. En la esquina opuesta puede verse la iglesia que da nombre a la plaza, de exterior renacentista fruto de una reconstrucción de Michelozzo (1444-1481) e interior barroco; en el atrio pueden verse frescos de pintores manieristas como Rosso Fiorentino o Jacopo Pontormo. En la plaza se encuentra una estatua del duque Fernando I realizada por Giambologna y terminada en bronce por Tacca en 1608. Cerca se encuentra el Giardino dei Semplici, inaugurado en 1543.

En los alrededores de San Marco puede también verse el palacio Pandolfini, diseñado por Rafael en 1516. En el cenáculo de Santa Apolonia puede verse un fresco de Andrea del Castagno (1460). En el Museo Arqueológico (Museo Archeologico) se exhiben objetos egipcios, etruscos, griegos y romanos que provienen de las colecciones mediceas. 

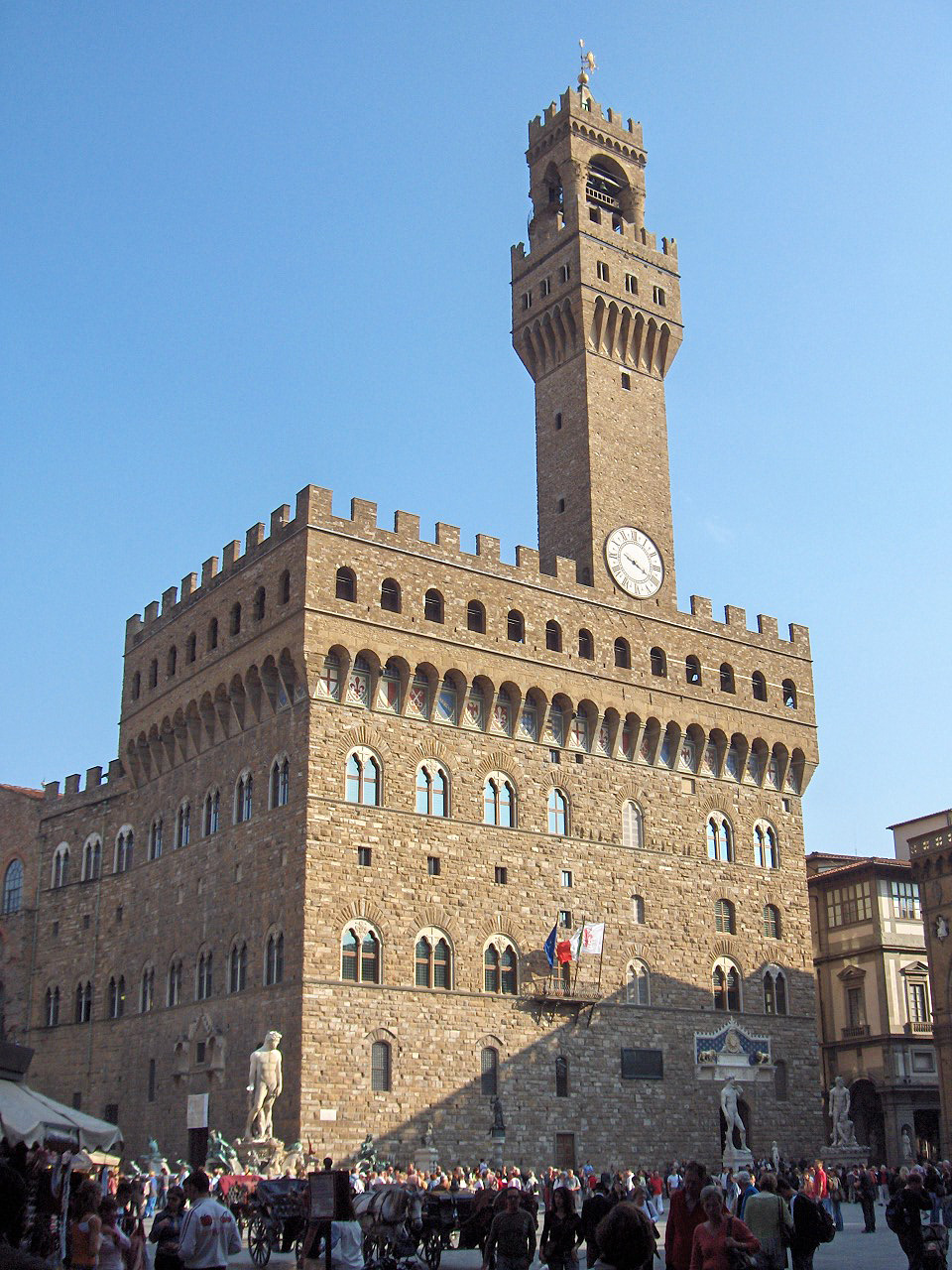
Palacio Vecchio.

Hacia el sur de la catedral se encuentra el centro político-cultural de Florencia con la Plaza de la Señoría (Piazza della Signoria) con la Fuente de Neptuno (obra de Ammannati, 1575) y la llamada Loggia dei Lanzi (1382) de Orcagna donde pueden verse obras escultóricas como el Perseo de Cellini (1554) y el Rapto de las Sabinas de Giambologna (1583). En la plaza de la Señoría se encuentra el Palacio Vecchio (1332). Cerca de él se encuentra la vecina Galería de los Uffizi, antiguo palacio construido en 1560-1580 para las oficinas de los Médici. Muy próximo se encuentra el Museo di Storia della Scienza, con amplia dedicación a Galileo Galilei y con piezas como mapas antiguos o globos terráqueos. En las cercanías se encuentran el Museo del Bargello y la basílica de Santa Cruz. En el claustro de esta basílica se encuentra la Capilla Pazzi, una de las más bellas arquitecturas renacentistas, ejemplar y rigurosa, obra maestra de Brunelleschi.

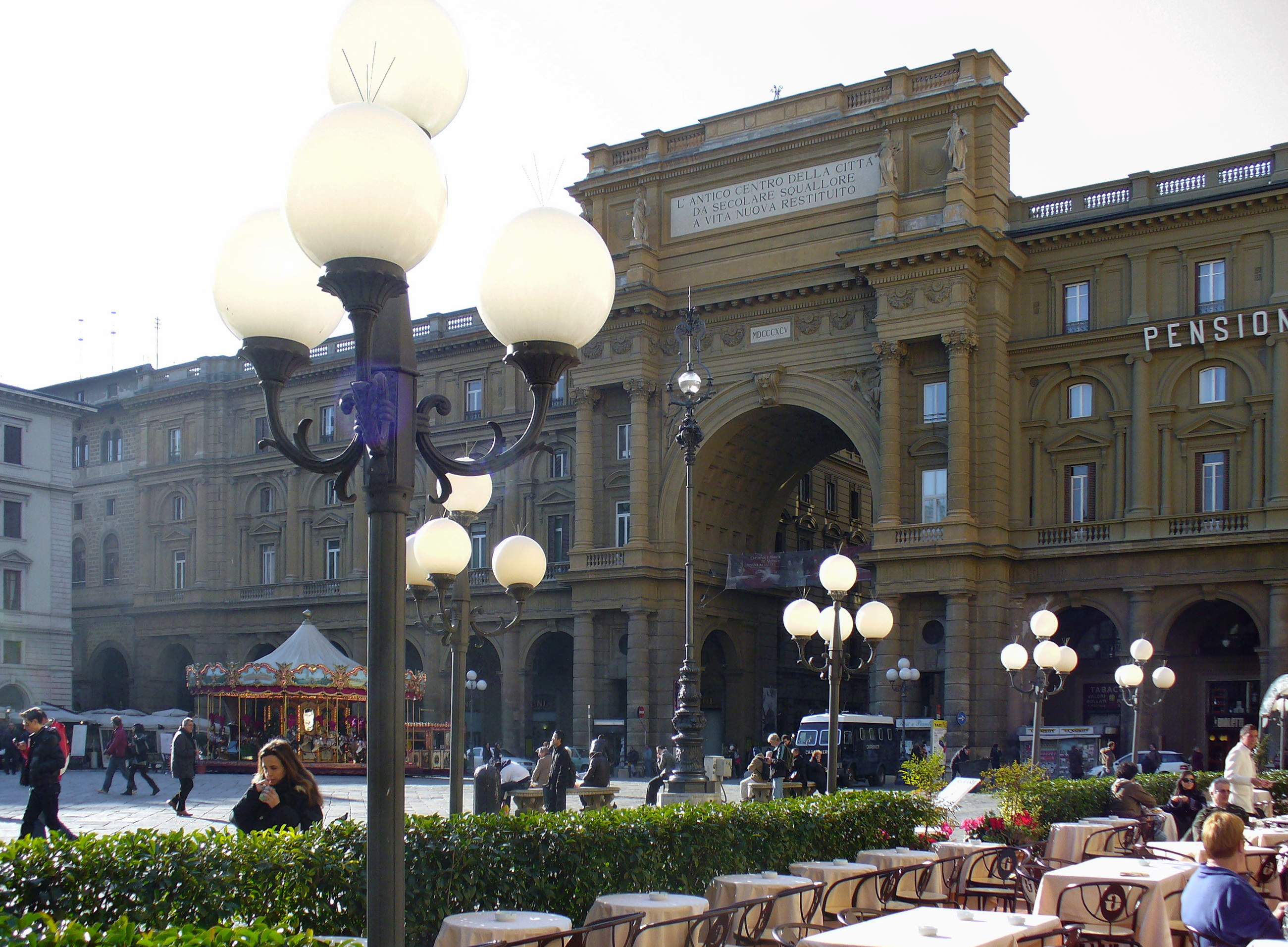
Plaza de la República.

Atravesando el Ponte Vecchio (1345), el más antiguo que se conserva y que fue diseñado por Taddeo Gaddi, se llega al barrio de Oltrarno, en general tranquilo con la via Maggio como la calle de mayor actividad. Otro puente, más al oeste, es el puente Santa Trinidad, obra de Ammannati en 1567. La cercana Santa Trìnita tiene una fachada diseñada por Buontalenti, quien también hizo la fuente y gárgola de la plaza de Frescobaldi. De Oltrarno destaca el palacio Pitti, enorme palacio real con varios museos y una gran colección de pinturas, destacando la Galleria Palatina, Museo degli Argenti y los Appartamenti Monumentali. Detrás del mismo se hallan los jardines de Bóboli, creado para los Médici después de que compraran el Palacio Pitti, y ejemplo de jardinería renacentista. La iglesia de Santa Felicita tiene una estructura fruto de la rehabilitación del siglo XVIII de Ferdinando Ruggieri. También en este barrio se encuentran Santo Spirito de Brunelleschi con su cenacolo y la iglesia de Santa María del Carmine conocida sobre todo por la capilla Brancacci (Cappella Brancacci), con frescos de Masolino, Masaccio y Filippino Lippi. En este barrio hay otros palacios destacados: el Guadagni, el de Bianca Cappello y el Guicciardini. 

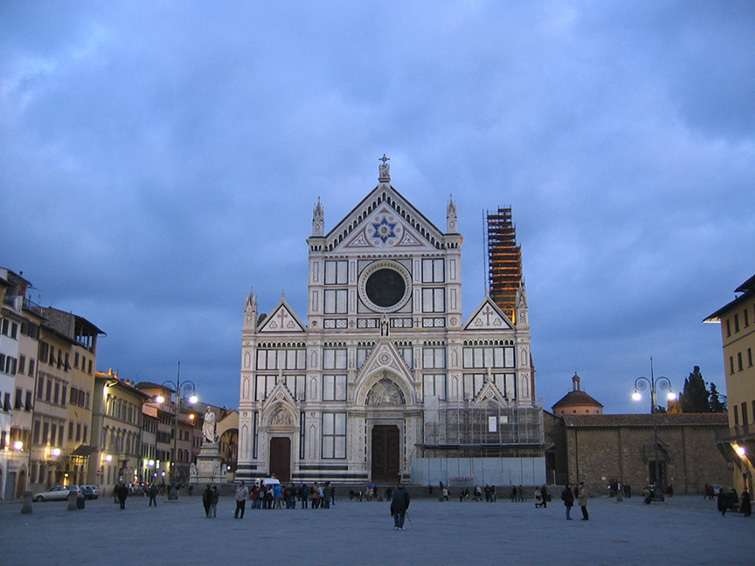
Plaza de Santa Croce.

Al suroeste de la catedral se encuentra la Plaza de la República, en donde durante siglos se celebró el mercado de la ciudad. En sus cercanías están el palacio Davanzati que alberga el Museo dell'Antica Casa Fiorentina y el imponente palacio Strozzi (sede de grandes exposiciones y de prestigiosas instituciones culturales). En la zona pueden verse igualmente Santa Trìnita con frescos de Ghirlandaio, el Mercato Nuovo y el palacio de la Parte Güelfa.
En la zona oeste se encuentra la basílica de Santa María Novella, con la fachada ideada por Leon Battista Alberti, en su interior se encuentra la famosa Trinidad de Masaccio. Igualmente, la iglesia de Ognissanti, o Todos los Santos, con la tumba de Botticelli y famosos frescos de Ghirlandaio. Palacios conocidos en esta parte de la ciudad son el palacio Antinori (1461-66) y el Rucellai (1446-57).
El centro histórico puede apreciarse en su totalidad desde las colinas de los alrededores, en particular desde el Forte Belvedere, desde el Piazzale Michelangelo creado en 1860 con la basílica románica de San Miniato al Monte y de la colina de Fiesole que ofrece uno de los panoramas más sugestivos del valle del Arno.
El centro de Florencia hay además numerosas tiendas para comprar y pasear, tanto de alta moda como los cafés históricos junto con mercados al aire libre. Además hay numerosos locales nocturnos, bares americanos y lugares de encuentro para el aperitivo. Aquí nació el cóctel Negroni.

## Reconocimiento

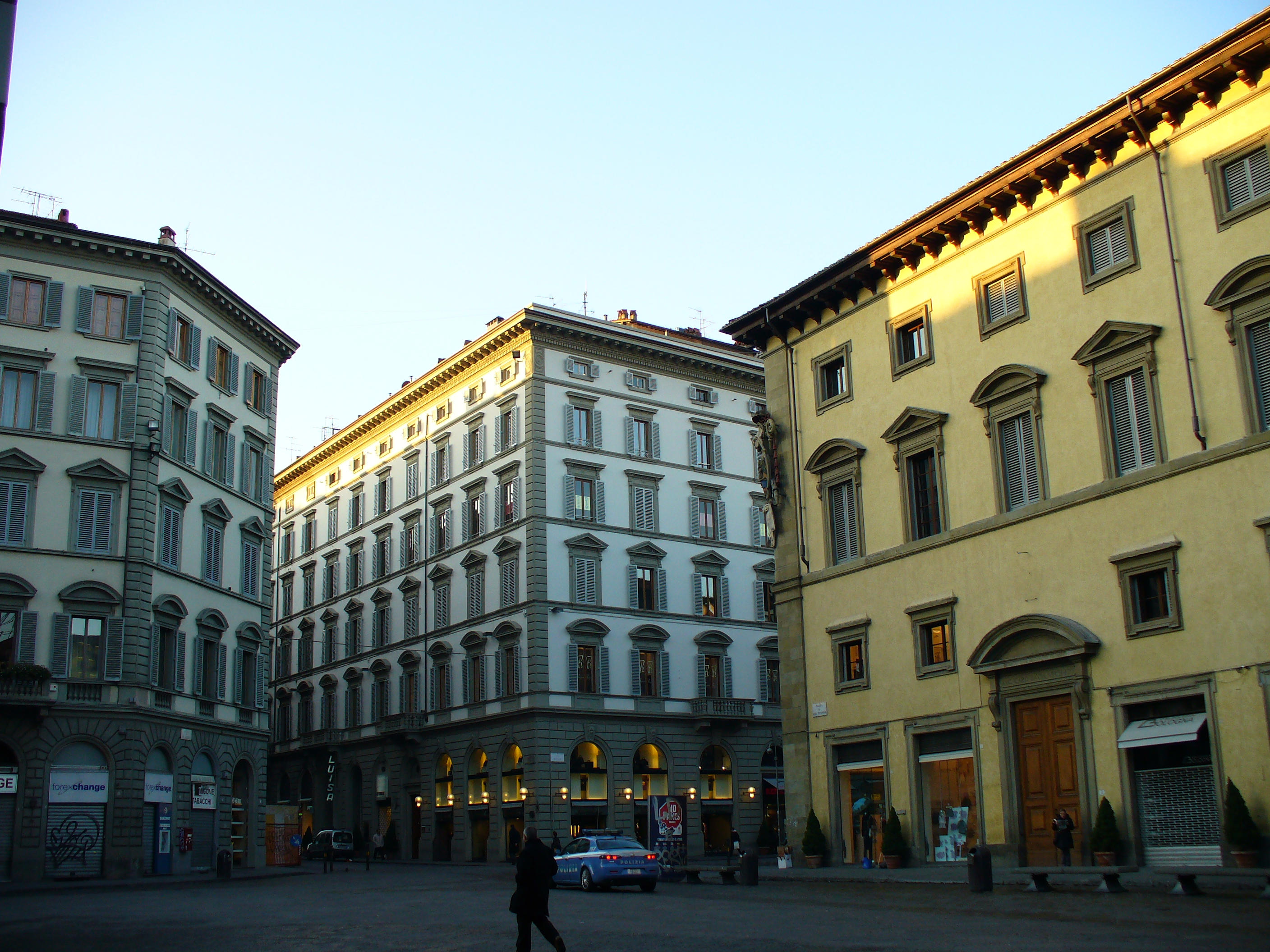
Plaza San Giovanni.

En 1982 el ICOMOS propuso la candidatura del centro histórico de Florencia como sitio del Patrimonio de la Humanidad, observando que había muchos motivos para que Florencia hubiera figurado entre las primeras listas del Patrimonio de la Humanidad. Varios son los aspectos referidos a los criterios del ICOMOS que destacan de la ciudad. Así, se observa que es posible recorrer toda la historia de la ciudad, desde el «cuadrilátero romano» en la zona de la Plaza de la República, pasando por las calles medievales hasta el palacio Pitti. Se recuerda igualmente que no es sólo patrimonio histórico-artístico, sino también científico y naturalístico, concentrado en un centro histórico. Acaba calificando a Florencia como 

un «museo difuso», no un simple contenedor de obras de arte sino una obra de arte en sí misma.

También se destaca el hecho de que sea una ciudad de larga tradición artesanal y comercial. La artesanía de alta calidad, especialmente en metales preciosos como el oro o la plata, ha respetado las antiguas técnicas de trabajo. En cuanto al comercio, se siguen prácticas comerciales antiguas y es una ciudad en la que puede irse de compras, si bien puede resultar cara (alta costura, por ejemplo). Igualmente se señala que el centro histórico está integrada en las colinas que la rodean. Ya desde los tiempos del Grand Tour acudían a Florencia millones de visitantes, para disfrutar de este entorno y sus monumentos, pero también de la tradición eno-gastronómica local, destacando en particular los vinos.

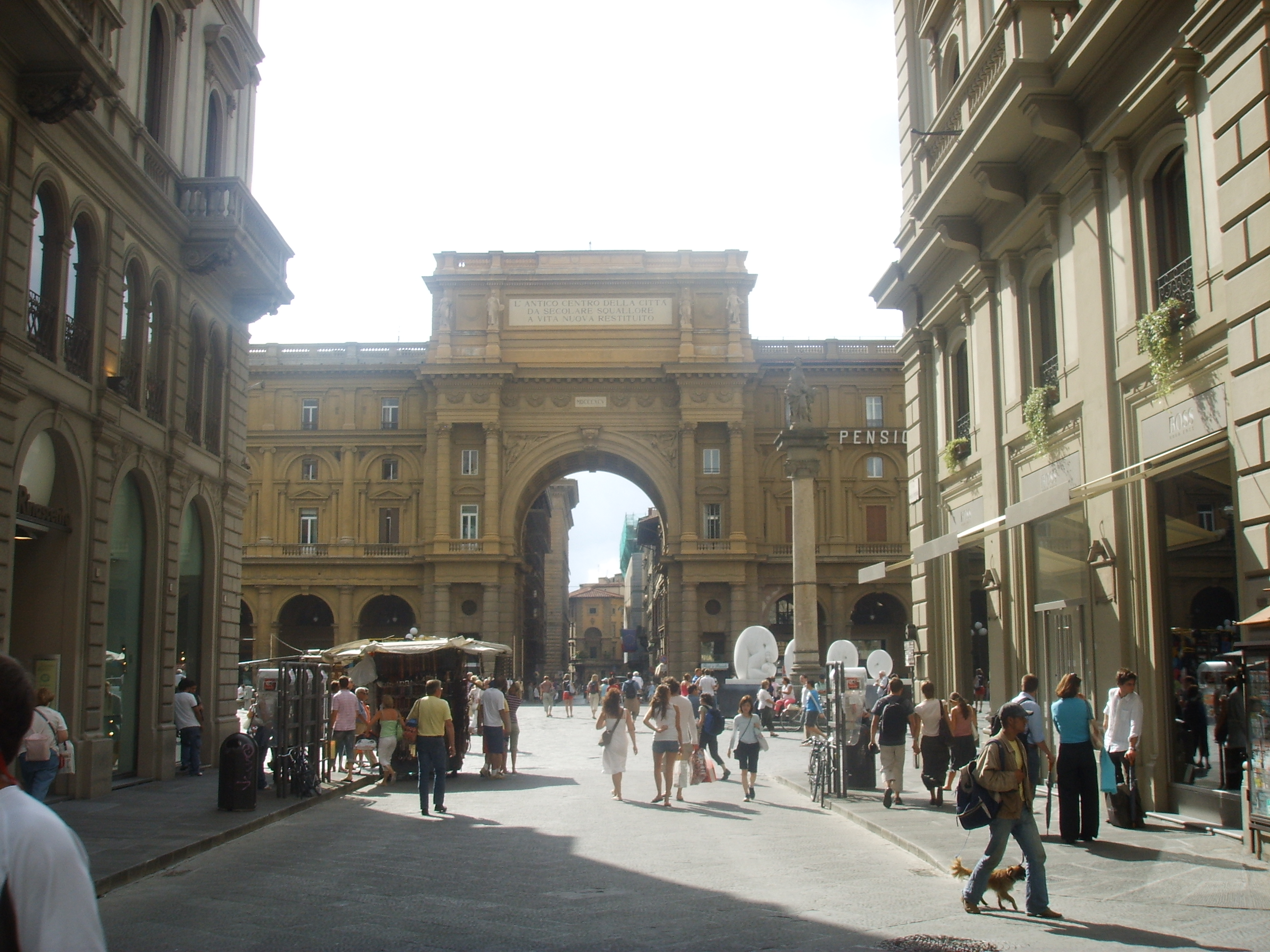
Plaza de la República.

Por todas estas circunstancias, la Unesco estimó que Florencia respondía a casi todos los criterios definidos por la convención, señalándose como criterios de justificación: i, ii, iii, iv y vi:
- Considera que se cumple el criterio i en la medida en que Florencia es una obra de arte en sí misma, que se ha ido decantando a lo largo de seis siglos y que, aun sin contar sus museos (el Arqueológico, los Uffizi, el Bargello, el Palacio Pitti, la Galería de la Academia, etc.), contiene la mayor concentración de obras de arte reconocidas universalmente del mundo.
- Se cumple el criterio ii porque desde aquí irradiaron influencias para todo el arte europeo, en particular en el desarrollo de las artes monumentales y la arquitectura; y surgieron en este medio dos genios universales: Leonardo da Vinci y Miguel Ángel.Spedale degli Innocenti.

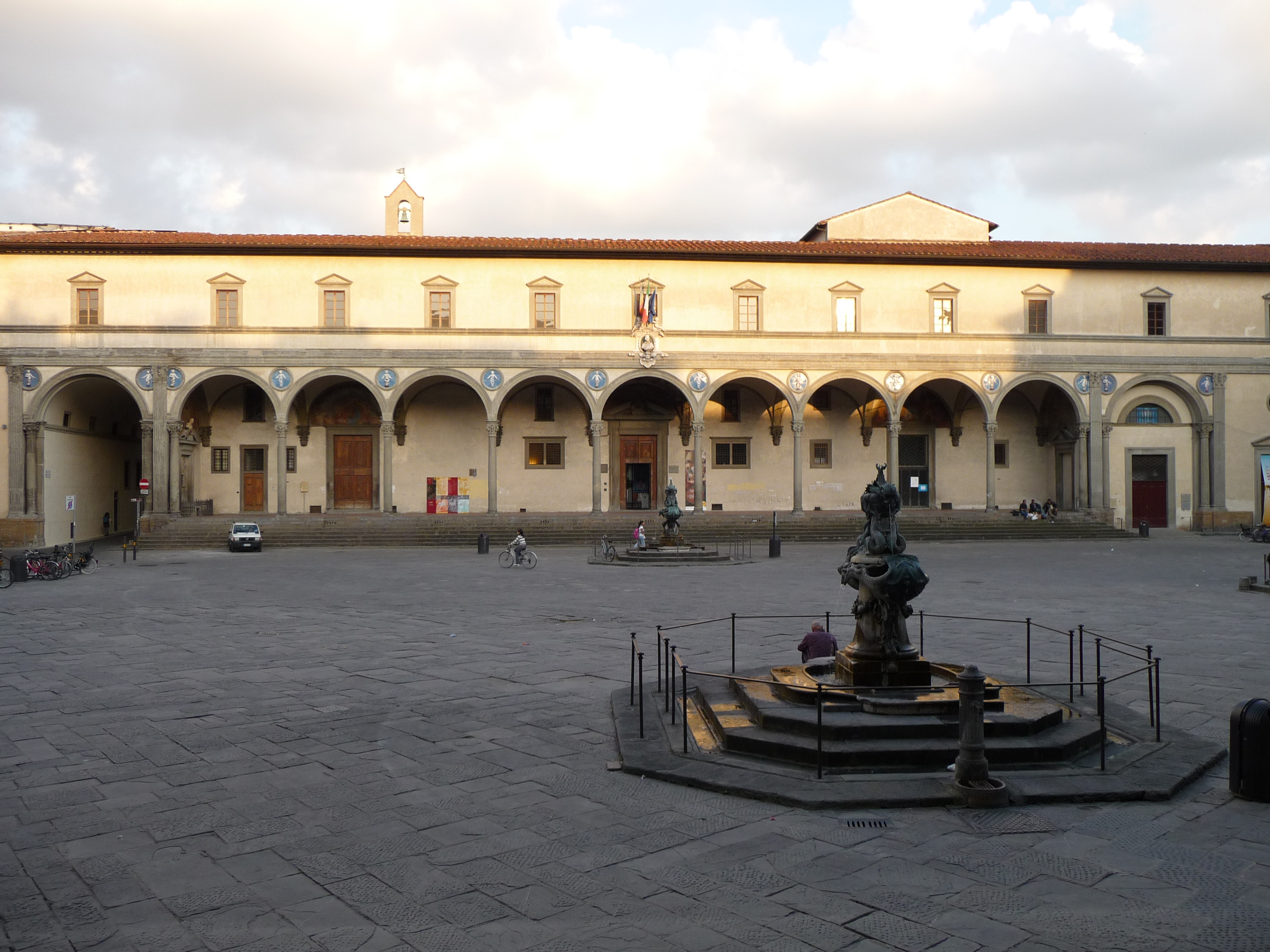
Spedale degli Innocenti.

- En el ámbito del criterio iii se destaca que Florencia fue una potencia comercial en la Edad Media y el Renacimiento, habiendo dejado muestras muy coherentes de ello: calles enteras, palacios fortificados, logias, fuentes, el Ponte Vecchio, que data del siglo XIV y está lleno de tiendas.
- También se cumple el criterio iv, esto es, ofrece un ejemplo eminente de un tipo de edificio, que ilustra una etapa significativa de la historia humana. Los edificios erigidos por poderosos banqueros y príncipes atestiguan el poder de primer grado económico y político de Florencia durante el período que va del siglo XIV al XVII, como palacios (Rucellai, Strozzi, Pitti), jardines (jardines de Bóboli) y otros edificios (como la Biblioteca Laurenciana o la capilla funeraria de los Médici).
- Por último está directamente asociado con eventos e ideas, con trabajos artísticos y literarios de destacada significación universal (criterio vi), ya que en Florencia se forjó, en torno a la Academia Neoplatónica, el concepto del Renacimiento. El humanismo moderno nació aquí con obras como las de Marsilio Ficino o Pico della Mirandola.